# Similkameen (cràter)
Similkameen és un cràter de l'asteroide del cinturó principal (253) Mathilde, situat amb el sistema de coordenades planetocèntriques a -13.5 ° de latitud nord i 104.7 ° de longitud est. Fa un diàmetre de 3.4 km. El nom va ser fet oficial per la UAI l'any 2000 i fa referència a 
Similkameen, conca de carbó del Canadà.